# Otto I z Montferratu
Otto I (także Otho lub Odone; ur. w X wieku, zm. w 991 roku) – markiz Montferratu z pewnością samodzielnie w 991 roku i od 967 do 991 jako współregent swojego ojca Aleramo lub samodzielnie.
Był najstarszym synem Aleramo z pierwszego małżeństwa z nieznaną z pochodzenia kobietą. Jego dziadek Wilhelm I z Montferratu zmarł między 961 a 967 rokiem, ale już w 938 roku przekazał władzę Aleramo. W nieznanym momencie po tej dacie brat Otto, Wilhelm II, został jego koregentem. Nie jest jasne, kiedy zmarł Wilhelm, ale w 967 roku lub wcześniej Otto objął władzę jako koregent lub samodzielnie, natomiast młodszy brat Anzelm otrzymał Ligurię. Między 967 a 991 rokiem nie jest jasne, czy Aleramo jeszcze rządził razem z synami czy już nie żył. W 991 roku na krótko objął samodzielnie władzę, ale jeszcze w tym samym roku zmarł. Władzę odziedziczył po nim najstarszy syn, Wilhelm. Za swojego życia nie pojawia się w żadnych dokumentach jako markiz, natomiast w tych stworzonych po nim jest wymieniany jako ojciec Riprando i Wilhelma, np. jako pan klasztoru Fruttuaria. Za swego życia rozpoczął starania o budowę monasteru Spigno, który postawili ostateczni jego synowie.
Otto I ożenił się z córką Riprando z Piacenzy. Doczekali się dwóch synów i dwóch córek:
- Wilhelma (zm. przed 1040), następcy ojca jako markiza Montferratu;
- Riprando;
- Oty, żony Otto z Monfaleone;
- Waldrady (zm. po 1029).